# Bernàrdia
Bernardieae és una tribu de la subfamília Acalyphoideae, pertanyent a la família Euphorbiaceae. Comprèn 6 gèneres.

## Gèneres
- Adenophaedra
- Amyrea
- Bernardia
- Discocleidion
- Necepsia
- Paranecepsia